# Tegastes cnidicus
Tegastes cnidicus is een eenoogkreeftjessoort uit de familie van de Tegastidae. De wetenschappelijke naam van de soort is voor het eerst geldig gepubliceerd in 1981 door Humes.